# N-Acetylglucosamin
N-Acetylglucosamin (kurz: GlcNAc) ist ein Monosaccharid und ein Derivat der D-Glucose, das an der Position 2 des Ringes eine acetylierte Aminogruppe trägt.

## Eigenschaften
N-Acetylglucosamin ist ein geruchloses, weißes bis weißliches, kristallines Pulver. Es ist das Carbonsäureamid von Glucosamin und Essigsäure. Polymerisiert mit Glucuronsäure bildet es Hyaluronsäure, welche zu den Glykosaminoglykanen bzw. Heteroglykanen gehört.

## Biologische Bedeutung
N-Acetylglucosamin ist Teil der Biopolymere in der Zellwand von Bakterien, welche aus alternierenden Einheiten von N-Acetylglucosamin und N-Acetylmuraminsäure (MurNAc), vernetzt mit Oligopeptiden am Milchsäure-Rest von MurNAc gebaut ist. Diese Schichtstruktur wird auch Peptidoglycan genannt. Auch in Archaeen ist es ein wichtiges Bestandteil der Zellwand (Pseudopeptidoglycan). N-Acetylglucosamin ist weiterhin die Monomereinheit des Polymers Chitin, aus welchem die äußeren Hüllen von Insekten und Krebsen aufgebaut sind.
Natürlich im Körper vorkommendes D-Glucosamin ist Bestandteil des Knorpels und der Synovialflüssigkeit (Gelenkflüssigkeit). Genauer ist das N-Acetyl-D-Glucosamin Teil in der Polysaccharidkette der Hyaluronsäure, des „Schmiermittels“ der Gelenke und Rückgrat des Proteoglycans, einem integralen Bestandteil des Knorpels. Im Proteoglycan und in der Cornea kommen auch Ketten des Keratansulfats vor, das ebenfalls aus N-Acetyl-D-Glucosamin aufgebaut ist. In anderen Glykoproteinen spielt N-Acetyl-D-Glucosamin eine wichtige Rolle in der Core-Struktur von N-Glykanen sowie in den Antennen von N-Glykanen und O-Glykanen.
Als gemeinsames Merkmal aller Blutgruppen kommt es als N-Acetylglucosamin in der Glycocalix der Erythrocyten vor. Daran bindet Galactose. An der Galactose ist noch Fucose gebunden. Diese bilden die Blutgruppe 0 bzw. den „Stammbaum“ aller Blutgruppen. Zusätzlich kann an der Galactose noch N-Acetylgalactosamin (Blutgruppe A) oder eine weitere Galactose binden (Blutgruppe B).